# Бархатов, Максим Валерьевич
Макси́м Вале́рьевич Ба́рхатов (31 декабря 1981, Боготол, Городской округ город Боготол, Красноярский край, Россия — апрель 2023, Бахмут, Донецкая область) — российский пауэрлифтер, заслуженный мастер спорта России.

## Карьера
Тренировался в Боготоле у В. В. Кортунова.

## Достижения
- В 2011 году на чемпионате мира в Пльзене установил мировой рекорд, взяв по сумме троеборья вес 1072,5 кг[3].
- Чемпион мира среди юниоров (2000, 2001).
- Чемпион России (2003, 2004, 2005, 2008, 2009, 2010, 2012).
- Чемпион Европы (2003, 2004).
- Чемпион мира (2007, 2009, 2010, 2011, 2012). Вице-чемпион мира (2003, 2004).

## Арест и смерть
В марте 2021 года Максим Бархатов был задержан по подозрению в получении взятки автомобилем премиум-класса. Основанием для возбуждения уголовного дела в отношении бывшего чиновника послужили материалы регионального главка МВД России. По версии следствия, с апреля 2019 по апрель 2020 года он без проведения торгов заключил с фирмами, аффилированными с его знакомым предпринимателем, около 40 муниципальных контрактов по благоустройству вверенных ему территорий на общую сумму около 60 млн рублей.
В мае 2022 года Бархатов был приговорён к 6 годам колонии строгого режима и штрафу в 580 тысяч рублей. Отбывал наказание в ИК-3 в Иркутской области.
В начале 2023, на фоне российского вторжения на Украину, года вступил в ЧВК «Вагнер». 13 июня 2023 года в российских СМИ появились сообщении о смерти Бархатова в составе ЧВК «Вагнер» в апреле этого года в Бахмуте.